# Dialetto aranese
Il dialetto aranese (il nome originale in occitano e in spagnolo è aranés; in catalano aranès; in francese aranais) è una forma normativa del dialetto guascone, a sua volta varietà della lingua occitana. È parlato nella Val d'Aran, in Catalogna, dove gode dello status di lingua ufficiale a fianco del catalano e del castigliano. Al 2018 era l'unica parlata occitana con status ufficiale.

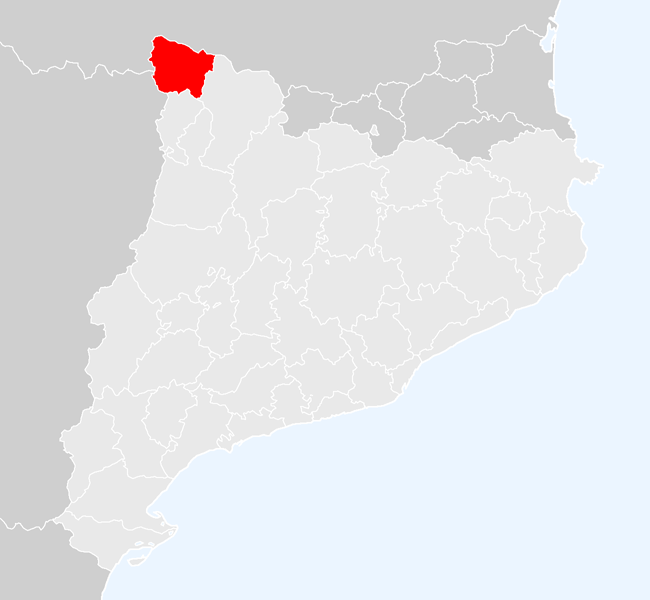
Posizione della Valle d'Aran rispetto alla Catalogna

Idioma in pericolo di estinzione (era parlato prevalentemente da persone anziane), sta sperimentando una fase di recupero: dal 1984 è insegnato nelle scuole.
Circa il 90% degli abitanti della Valle d'Aran riescono a comprenderlo e circa il 65% lo sa parlare.
La maggior parte di coloro che si esprimono in aranese ha una competenza linguistica fluente anche in spagnolo, catalano e francese.

## Dati

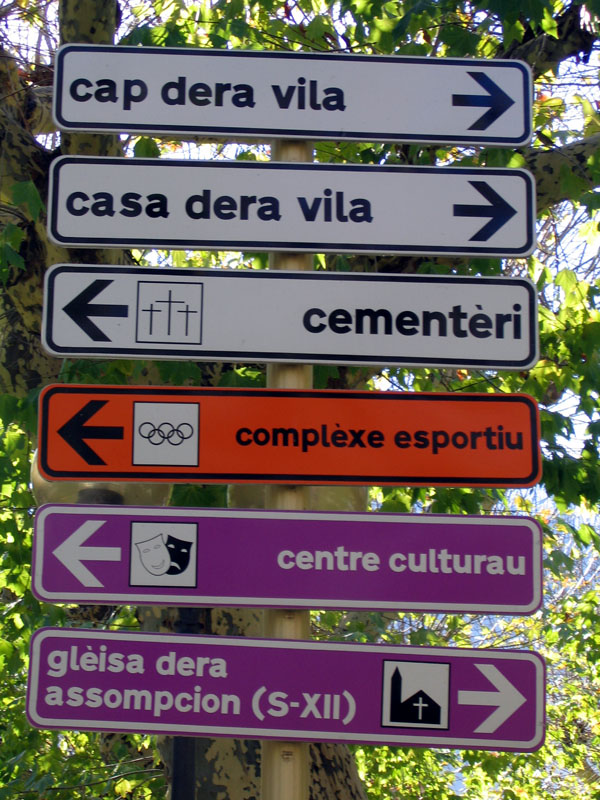
Cartelli in aranese a Bossòst

Secondo un censimento linguistico condotto nella Val d'Aran, nel 2000:
- Il 50,8% della popolazione sa scrivere in aranese
- L'80,5% sa leggere l'aranese
- Il 90,2% sa parlare l'aranese
- Il 92,5% capisce l'aranese
- Il 4,5% non capisce l'aranese.

## Ispanizzazione dell'aranese
L'aranese è stato molto influenzato sia dal catalano che dallo spagnolo (così come l'occitano in Francia è stato influenzato dal francese). L'aranese ha incorporato neologismi ispanici, quali ad esempio:
- actuar invece di agir
- empresa invece di entrepresa
- foment
- impartir
- increment invece di aumentacion
- laborau
- matrícula invece di inscripcion
- oficina invece di burèu
- sollicitud

## Evoluzione dell'aranese
- la F latina diventa H, focus > huec - fuoco.
- la R si sposta: capra > craba - capra.
- la N tra due vocali scompare: luna > lua - luna.
- la R iniziale incorpora la A: ridere > arrir - ridere.
- la L finale si trasforma in U: mele > meu - miele.
- la LL diventa una R: illa > era - lei.
- la LL finale diventa TH: castellum > castèth - castello.

## Statuto dell'aranese
Con l'approvazione della legge n° 16 del 13 luglio 1990, l'aranese è stato riconosciuto come lingua ufficiale della Val d'Aran. Invece per quanto riguarda la legge n° 1 del 7 gennaio 1998 sulla politica linguistica, solo l'art. 7 si riferisce alla protezione dell'aranese.
Con l'approvazione dello statuto di autonomia della Catalogna nel 2006, l'aranese è stato riconosciuto come lingua ufficiale. L'art. 6.5 recita: "La lingua occitana, chiamata aranese in Val d'Aran, è lingua ufficiale in questo territorio e lingua ufficiale in Catalogna come stabilito da questo statuto e dalle leggi di normalizzazione linguistica"

## Parentela con le altre lingue romanze
| latino         | francese | italiano    | spagnolo   | catalano | portoghese | aranese |
| -------------- | -------- | ----------- | ---------- | -------- | ---------- | ------- |
| festa          | fête     | festa       | fiesta     | festa    | festa      | hèsta   |
| luna           | lune     | luna        | luna       | lluna    | lua        | lua     |
| mele           | miel     | miele       | miel       | mel      | mel        | mèu     |
| castellum      | château  | castello    | castillo   | castell  | castelo    | castèth |
| illa           | elle     | ella        | ella       | ella     | ela        | era     |
| ridere         | rire     | ridere      | reir       | riure    | rir        | arrir   |
| capra          | chèvre   | capra       | cabra      | cabra    | cabra      | craba   |
| rivus (flumen) | rivière  | rio (fiume) | río/arroyo | riu      | rio        | arriu   |

## Utilizzo della lingua
|                                                 | Cifra assoluta | Percentuale |
| ----------------------------------------------- | -------------- | ----------- |
| Lo capiscono                                    | 6.712          | 88,88 %     |
| Lo parlano                                      | 4.700          | 62,24 %     |
| Lo leggono                                      | 4.413          | 58,44 %     |
| Lo scrivono                                     | 2.016          | 26,69 %     |
| Fonte: IDESCAT, Censimento linguistico del 2001 |                |             |